# Миронов, Василий Владимирович
Василий Владимирович Миронов (16 февраля 1924, Талое, Енисейская губерния — 17 апреля 2007, Иланский район, Красноярский край) — передовик советского сельского хозяйства, бригадир колхоза «Красный хлебороб» Иланского района Красноярского края, Герой Социалистического Труда (1966).

## Биография
Родился в 1924 году в селе Талое (ныне — Ирбейского района Красноярского края).
Трудовую деятельность начал осуществлять с 1940 года. Вступил в ряды колхозников колхоза «Красный хлебороб» Иланского района.
С 1942 по 1947 годы находился в рядах Советской армии. Участник Великой Отечественной войны.
После службы, вернулся в колхоз. В 1953 году назначен бригадиром комплексной бригады. Показал себя хорошим организатором и руководителем. Его бригада шесть раз участвовала в Выставке достижений народного хозяйства. Награждён двумя большими и двумя малыми серебряными медалями, а также шестью бронзовыми медалями ВДНХ.
21 января 1966 года представлен на соискание звания Героя Социалистического Труда решением № 27 заседания бюро Красноярского крайкома КПСС. Указом Президиума Верховного Совета СССР от 23 июня 1966 года за достигнутые успехи в развитии сельского хозяйства Василию Владимировичу Миронову было присвоено звание Героя Социалистического Труда с вручением ордена Ленина и медали «Серп и Молот».
Работал в своём колхозе до выхода на заслуженный отдых. Избирался депутатом Иланского районного Совета депутатов, был членом райкома КПСС.
Жил в Иланском районе. Скончался 17 апреля 2007 года.

## Награды
За трудовые и боевые заслуги был удостоен:
- золотая звезда «Серп и Молот» (23.06.1966)
- орден Ленина (23.06.1966)
- Медаль «За трудовую доблесть»
- орден Отечественной войны II степени — (11.03.1985)
- другие медали.
- Почётный гражданин Иланского района.